# Dawn of the Croods
Dawn of the Croods (O Amanhecer dos Croods ou Croods, o Início (título em Portugal) ou Croods, o Início (título no Brasil)) é um seriado de animação norte-americano original Netflix de 2015, e um spin-off do filme Os Croods. Com a coprodução da DreamWorks Animation.
Em Portugal, estreou em 22 de outubro de 2016 no Biggs. Mais tarde, deu na RTP2 e na RTP1 no bloco Zig Zag.

## Sinopse
A série se passa no tempo em que Eep e sua família viviam antes de conhecerem Guy, quando moravam no Vale de Avaley!, tendo uma ótima vida. Até que um dia, a mãe de Ugga, Vó, foi carregada por um Corujurso até o vale, e quando conseguem resgatá-la, Ugga decide que sua mãe iria morar com eles, mas Grug não aceita muito bem, já que ele e Vó não se dão bem, mas ela se muda permanentemente na casa deles e acabam tendo inúmeros problemas. E os Boors, os "chefes" do vale, se mudam para a caverna vizinha à dos Croods, mas Grug possui uma grande rivalidade com Nareba(dos Boors), que vive se achando superior aos outros, e as conversas pacíficas que Ugga faz (ou tenta fazer) para que façam as pazes sempre acabam em brigas criadas por Grug. E  os Croods vivem grandes aventuras e confusões.

## Vozes originais
| Grug        | Dan Milano         |
| Eep         | Stephanie Lemelin  |
| Ugga        | Cree Summer        |
| Thunk       | A.J. Locascio      |
| Avó         | Laraine Newman     |
| Pat         | Cree Summer        |
| Sandy       | Grey Griffin       |
| Lerk        | Grey Griffin       |
| Meep        | Ana Gasteyer       |
| Prof.Squawk | Dee Bradley Baker  |
| Bulk        | Dee Bradley Baker  |
| Snoot       | Chris Parnell      |
| Bud         | Dan Milano         |
| Sulk        | Dominic Catrambone |
| Womp        | Dan Milano         |
| Munk        | Thomas Lennon      |
| Crud        | Thomas Lennon      |

## Episódios
|    | 1° Temporada                  |
| -- | ----------------------------- |
| 1  | Vovó confusão                 |
| 2  | Caçada ao Sucesso             |
| 3  | Mais um verão dos Croods      |
| 4  | Agora é verruga               |
| 5  | O primeiro filme              |
| 6  | Uma noite cavernosa           |
| 7  | Dormindo fora da caverna      |
| 8  | Rugido de mãe                 |
| 9  | O jardim das comidas          |
| 10 | Noite dos Croods mortos vivos |
| 11 | Vai encarar?                  |
| 12 | O Crood que sabia demais      |
| 13 | A detetive Eep                |

|   | 2° Temporada             |
| - | ------------------------ |
| # | Vovó assombração         |
| # | A paixão da Eep          |
| # | Sandy a Levada           |
| # | Grug contra a Matemática |
| # | Supresa boa              |
| # | Treinamento de Gritaria  |
| # | Pedra de deslizar        |
| # | Eep ataca outra vez      |
| # | Grug alternativo         |
| # | Nem tão fofo assim       |
| # | Croodtopia               |
| # | O Boletim do tunk        |
| # | Salva-mortes             |
| # | Broods, o início         |